# Boa prążkowany
Boa prążkowany (Corallus annulatus) – gatunek węża z podrodziny boa (Boinae) w rodzinie dusicielowatych (Boidae). Podobnie jak inni przedstawiciele swej rodziny, nie jest jadowity.

## Systematyka
Jest to gatunek monotypowy. Podgatunek colombianus nie jest obecnie uznawany; dawniej za podgatunek Corallus annulatus uznawany był Corallus blombergi, klasyfikowany obecnie jako odrębny gatunek.

## Opis
Kolorowy wzór na skórze składający się z brązowawoczerwonawego tła pokrytego czarnymi pierścieniami i siatkowaniem.

## Występowanie
W Ameryce Centralnej spotkać go można w następujących państwach: Gwatemala (wschodnia część), Honduras, Nikaragua, Kostaryka i Panama, w Ameryce Południowej z kolei w pacyficznej części Kolumbii. Stwierdzenia z Ekwadoru dotyczą Corallus blombergi. Typowa lokalizacja to Kostaryka.